# Crataegus schuettei
Crataegus schuettei är en rosväxtart som beskrevs av William Willard Ashe. Crataegus schuettei ingår i Hagtornssläktet som ingår i familjen rosväxter.

## Underarter
Arten delas in i följande underarter:
- C. s. schuettei
- C. s. gigantea